# DZihan & Kamien
dZihan & Kamien — дуэт, играющий музыку в стиле даунтемпо и эйсид-джаз, базируется в Вене, Австрия. Состоит из боснийца Владо Джихана и немца Марио Камиена. Первый сингл (Der Bauch) выпустили в 1996 году под псевдонимом MC Sultan. В ряде композиций (Streets of Istanbul, Ford Transit, Homebase, Mojamore) прослеживается влияние восточной (турецкой, арабской) музыки.

## Альбомы
- Freaks & Icons (2000)
- Refreaked (2001)
- Gran Riserva (2002)
- Live In Vienna (2004)
- Fakes (2005)
- Music Matters (2009)